# Lotus 38
Lotus 38 – samochód wyścigowy, zaprojektowany przez Lena Terry'ego i skonstruowany przez Lotusa. Model wziął udział w trzech edycjach wyścigu Indianapolis 500, w latach 1965–1967. Wygrywając za sprawą Jima Clarka edycję w 1965 roku stał się pierwszym zwycięskim samochodem Indianapolis 500 z silnikiem umieszczonym centralnie, a także pierwszym brytyjskim samochodem oraz pierwszym samochodem z silnikiem Forda, który wygrał ten wyścig. Clark natomiast został pierwszym zwycięskim kierowcą spoza Stanów Zjednoczonych od 1915 roku.

## Tło
Pierwsze zwycięstwo Lotusa na amerykańskim torze miało miejsce podczas Grand Prix Stanów Zjednoczonych 1961. Szef Lotusa, Colin Chapman, był także zainteresowany amerykańskimi wyścigami owalnymi. Chapman pierwszy raz odwiedził wyścig Indianapolis 500 w 1962 i szybko przekonał się, że zmodyfikowane wersje jego samochodów wystawianych w Formule 1 mogłyby z powodzeniem rywalizować z przestarzałymi konkurentami z silnikami umieszczonymi z przodu. Będący podobnego zdania Dan Gurney umożliwił Lotusowi zawarcie porozumienia z Fordem. W myśl tej umowy amerykańska firma miała dostarczać Lotusowi silniki oraz wsparcie finansowe.
Podczas pierwszego wyścigu Lotusa w Indianapolis 500 – w 1963 roku – Jim Clark prowadził, ale ostatecznie zajął drugie miejsce na skutek wjechania w plamę oleju pod koniec wyścigu. Rok później Lotus udoskonalił samochód, zaś Ford silnik. Clark wywalczył pole position, ale oba Lotusy odpadły z wyścigu wskutek wypadków spowodowanych rozerwaniem opon.
Mimo nieudanego wyścigu w 1964 roku Chapman zdołał nakłonić Forda do kontynuowania współpracy. Warunkiem było udostępnienie jednego z Lotusów ulubionemu kierowcy Forda, Danowi Gurneyowi. Chapman nie projektował nowego modelu, powierzając to zadanie Lenowi Terry'emu. Po wyciągnięciu wniosków Terry zaprojektował samochód od podstaw, nie opierając się na modelach rywalizujących w Formule 1, jak to miało miejsce w latach 1963–1964.

## Konstrukcja
Nowy Lotus 38 w przeciwieństwie do poprzedników – 29 i 34 – został w całości pokryty aluminiowym monokokiem. Znacznie poprawiło to wytrzymałość i sztywność podwozia. Kiedy Chapman ujrzał projekt, był do niego krytycznie nastawiony, ponieważ w przeciwieństwie do innych jego samochodów z monokokiem w 38 trudno było dostać się do osprzętu. Wówczas jednak było już zbyt późno, by zmieniać projekt. Tak jak we wcześniejszych Lotusach, karoseria została podzielona na dwie części, a za centralną przegrodą umieszczono silnik.
Podobnie jak w poprzednikach, zawieszenie zostało przesunięte, by wyjść naprzeciw specyfikacjom owalnego toru. Poprawiona została trakcja samochodu i zamieszczono większe tarcze hamulcowe. Lotus 38 był wyposażony w trzy zbiorniki paliwa: dwa po obu stronach kierowcy, a trzeci za silnikiem. Przepisy na 1965 rok dopuszczały tankowanie tylko przy użyciu siły grawitacji, stąd też Terry umieścił w instalacji szybkoprzepływowy lejek, który pozwalał dostawać się paliwu przez oba wlewy i odpowietrzać przy tym przewody. Takie rozwiązanie skracało czas tankowania o jedną trzecią.
Ford dostarczył Lotusowi najnowszy silnik, rozwijany specjalnie na Indianapolis 500. Ta kompaktowa, bardzo lekka jednostka w całości została wykonana z aluminium. Zastosowano w niej cztery wałki rozrządu i cztery zawory na cylinder. Otwory wlotowe znajdowały się między wałkami rozrządu, a wychodzące od silnika rury wydechowe przybrały kształt spaghetti. Układ wtryskowy wywodził się od firmy Hilborn, ale został znacznie zmodyfikowany przez inżynierów Forda. Silnik V8, napędzany alkoholem, rozwijał moc maksymalną 500 KM przy 9000 rpm. Współpracował z wytrzymałą dwubiegową skrzynią ZF.

## 38 w wyścigach
Pomalowany w klasyczne barwy Lotusa: zielony i żółty, Lotus 38 miał zadebiutować w wyścigu na torze Trenton w kwietniu 1965 roku. Jednakże kierowca Roger McCluskey miał wypadek po tym, gdy przepustnica w jego samochodzie nie chciała się zamknąć, i Lotus postanowił wycofać się z wyścigu. Naprędce został zbudowany nowy samochód. Indianapolis 500 był tak ważnym wyścigiem dla Colina Chapmana, że jego zespół został wycofany przez niego z Grand Prix Monako i spędził cały maj w Stanach Zjednoczonych. Lotusy 38 były przeznaczone dla Jima Clarka, Dana Gurneya i lokalnego kierowcy Bobby'ego Johnsa, podczas gdy A.J. Foyt i Parnelli Jones użyli starszych modeli 34.
W 1965 roku Indianapolis 500 za sprawą ABC Sports po raz pierwszy był nadawany na żywo w telewizji. W kwalifikacjach Clark ustanowił średnią prędkość powyżej 160 mph, ale zdobył drugie pole startowe, ustępując Foytowi w starszym Lotusie. Szkot szybko objął prowadzenie w wyścigu i od trzeciego okrążenia budował przewagę. Ford nakłonił braci Wood do wykonywania pit-stopów. Ich praca oraz specjalny lejek Terry'ego tak bardzo przyspieszyły tankowanie, że rywale byli przekonani, iż Lotus w dalszej części wyścigu jeszcze raz uzupełni paliwo; tak się jednak nie stało. Clark wygrał wyścig, prowadząc przez 190 na 200 okrążeń. Był to pierwszy raz, kiedy w Indianapolis 500 wygrał samochód z silnikiem umieszczonym centralnie, po raz pierwszy wygrał także brytyjski samochód i silnik Forda. Clark osiągnął średnią prędkość ponad 150 mil na godzinę, co także nie zdarzyło się nigdy wcześniej. Zwycięstwo Clarka było pierwszym zwycięstwem kierowcy spoza Stanów Zjednoczonych od 1915 roku, kiedy to wygrał Ralph DePalma.
Jako część umowy Lotusa z Fordem brytyjski konstruktor miał pozostawić zwycięski samochód w Stanach Zjednoczonych. Model cieszył się dużym zainteresowaniem klientów i firma Abbey Panels wybudowała cztery dodatkowe modele. Były one wykonane jednak z innego typu aluminium i zostały nazwane „Soft-Alloy Special”.
Clark powrócił do Indianapolis 500 w 1966 roku. Zajął on w tym wyścigu Lotusem 38 drugie miejsce, ustępując jedynie Grahamowi Hillowi w napędzanej silnikiem Forda Loli. Z powodu nieudanych występów Lotusów 42 w tym wyścigu Clark użył Lotusa 38 także w 1967. Nie ukończył on jednak zawodów wskutek uszkodzonego tłoka.
Lotus 38 wywarł wpływ na inne samochody rywalizujące w Indianapolis 500, co widać było już w 1967 roku. Wiele rozwiązań modelu 38 zostało zastosowanych w napędzanym silnikiem Cosworth DFV Lotusie 49.

## Obecni właściciele
Zbudowano osiem modeli Lotusa 38. Ich obecnych właścicieli przedstawia poniższa tabela.
| Model      | Zbudowany | Lokalizacja                                        | Stan na rok |
| ---------- | --------- | -------------------------------------------------- | ----------- |
| Lotus 38/1 | 1965      | Henry Ford Museum, Detroit                         | 2012        |
| Lotus 38/2 | 1965      | zniszczony w wypadku (Bob Christie, Indy 500 1966) |             |
| Lotus 38/3 | 1965      | National Automobile Museum, Reno                   | 2008        |
| Lotus 38/4 | 1965      | James L. Jaeger                                    | 2011        |
| Lotus 38/5 | 1966      | Chuck Haines                                       | 2009        |
| Lotus 38/6 | 1966      | zniszczony                                         |             |
| Lotus 38/7 | 1966      | anonimowy właściciel z Japonii                     | 2002        |
| Lotus 38/8 | 1966      | J. Noel Chiappa                                    | 2002        |

## Wyniki w Indianapolis 500
| Legenda oznaczeń w tabelach wyników Wyświetl szablon na nowej stronie | Legenda oznaczeń w tabelach wyników Wyświetl szablon na nowej stronie                                                                     |
| Oznaczenie                                                            | Wyjaśnienie |
| --------------------------------------------------------------------- | --- |
| Złoty                                                                 | Zwycięzca lub mistrzostwo |
| Srebrny                                                               | 2. miejsce lub wicemistrzostwo |
| Brązowy                                                               | 3. miejsce lub II wicemistrzostwo |
| Zielony                                                               | Ukończył, punktował (w klasyfikacji generalnej, gdy zdobył co najmniej jeden punkt na przestrzeni sezonu, poza trzema powyższymi opcjami) |
| Niebieski                                                             | Ukończył, nie punktował (w klasyfikacji generalnej, gdy nie zdobył co najmniej jednego punktu na przestrzeni sezonu)                      |
| Czerwony                                                              | Nie zakwalifikował się (NZ) |
| Czerwony                                                              | Nie prekwalifikował się (NPK) |
| Różowy                                                                | Nie ukończył (NU) |
| Różowy                                                                | Niesklasyfikowany (NS) (w klasyfikacji generalnej, gdy nie został sklasyfikowany w żadnym wyścigu sezonu)                                 |
| Czarny                                                                | Zdyskwalifikowany (DK) |
| Czarny                                                                | Wykluczony (WYK/EX) |
| Biały                                                                 | Nie wystartował (NW) |
| Biały                                                                 | Kontuzjowany (K/INJ) |
| Biały                                                                 | Wyścig odwołany (OD/C) |
| Bez koloru                                                            | Został wycofany (WYC/WD) |
| Bez koloru                                                            | Nie przybył (NP/DNA) |
| Bez koloru                                                            | Nie brał udziału w treningach (NT/DNP) |
| Bez koloru                                                            | Nie został zgłoszony (–) |
| Pogrubienie                                                           | Start z pole position |
| Kursywa                                                               | Najszybsze okrążenie wyścigu |
| †                                                                     | Nie ukończył, ale jego rezultat został zaliczony ze względu na przejechanie więcej niż 90% dystansu wyścigu.                              |
| *                                                                     | Sezon w trakcie |
| 1/2/3                                                                 | Punktowana pozycja w sprincie kwalifikacyjnym                                                                                             |
| Lista systemów punktacji Formuły 1                                    | |

| Rok  | Kierowcy    | Start. | Msc. | Okr. | Uwagi   |
| ---- | ----------- | ------ | ---- | ---- | ------- |
| 1965 | Dan Gurney  | 3      | 26   | 42   | rozrząd |
| 1965 | Jim Clark   | 2      | 1    | 200  |         |
| 1965 | Bobby Johns | 22     | 7    | 197  |         |
| 1966 | A.J. Foyt   | 18     | 26   | 0    | wypadek |
| 1966 | Al Unser    | 23     | 12   | 161  | wypadek |
| 1966 | Jim Clark   | 2      | 2    | 200  |         |
| 1967 | Jim Clark   | 16     | 31   | 36   | tłok    |